# Мать-героиня (Россия)
«Мать-героиня» — высшее звание Российской Федерации, присваивающееся имеющим гражданство России матерям, родившим и воспитавшим десять и более детей, являющихся гражданами России. Удостоенным звания женщинам также вручается знак особого отличия — орден «Мать-героиня». Звание и орден учреждены Указом Президента Российской Федерации от 15 августа 2022 года № 558 «О некоторых вопросах совершенствования государственной наградной системы Российской Федерации».

## История
В Советском Союзе звание «Мать-героиня» было установлено в 1944 году, как высшая степень отличия для женщин за заслуги в рождении и воспитании 10 и более детей. По состоянию на 1 января 1995 года орденом «Мать-героиня» награждено приблизительно 431 тысяча женщин.
Дискуссия о восстановлении почетного звания возникла в России в 2000-х годах. В мае 2008 года Дмитрий Медведев учредил орден «Родительская слава», который вручают состоящим в браке родителям или усыновителям семерых и более детей.
В мае 2022 года на заседании президиума Госсовета глава Объединения многодетных семей Москвы Наталья Карпович обратилась к Владимиру Путину с просьбой присваивать звание «Мать-героиня» женщинам, родившим пять и более детей. Депутаты Госдумы начали работу над законопроектом по восстановлению звания. 1 июня 2022 года, в День защиты детей, президент поручил вернуть звание «Мать-героиня» и добавить к нему выплату 1 миллион рублей. Путин отметил, что в наши дни постепенно возрождаются «традиции большой, многодетной семьи», а также назвал демографическую ситуацию в России «крайне сложной», призвав принять меры «кардинального характера», одним из которых должно стать поощрение в виде ордена и материального вознаграждения.
В декабре 2024 года президент России Владимир Путин заявил, что матери-героини должны пользоваться гарантиями, аналогичными тем, что предусмотрены для удостоенных звания Героя Труда.  

## Положение о звании

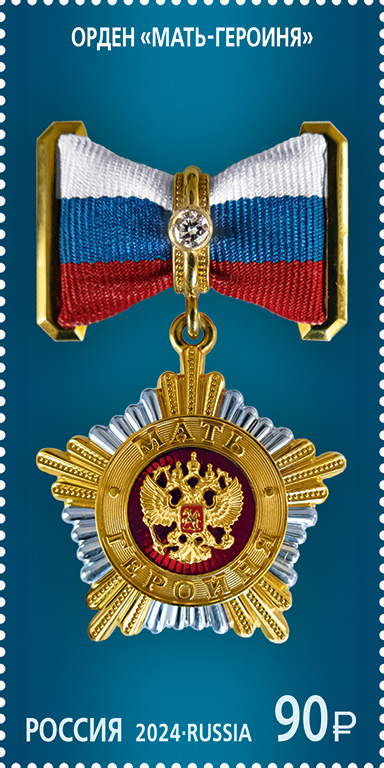
Почтовая марка России, 2024 год. Серия «Государственные награды Российской Федерации» Орден «Мать - героиня»

Согласно Указу Президента Российской Федерации от 15 августа 2022 года № 558 «О некоторых вопросах совершенствования государственной наградной системы Российской Федерации», звание Мать-героиня является высшей степенью отличия для женщин, родивших и воспитавших десять и более детей. Награждаемая мать и её дети должны являться гражданами России и образовывать социально ответственную семью, обеспечивать надлежащий уровень заботы о здоровье, образовании, физическом, духовном и нравственном развитии.
Звание присваивается матери по достижении десятым ребёнком возраста одного года и при наличии в живых остальных детей. Как отмечается в указе, при присвоении звания также учитываются дети, которые погибли либо пропали без вести «при защите Отечества или его интересов, при исполнении воинского, служебного или гражданского долга, а также в результате террористических актов и чрезвычайных ситуаций», а также дети, «умершие вследствие ранения, контузии, увечья или заболевания, полученных при указанных обстоятельствах, либо вследствие трудового увечья или профессионального заболевания».
Матери-героине вручаются знак особого отличия — орден «Мать-героиня», который носится на левой стороне груди выше других государственных наград России и государственных наград СССР, и грамота о присвоении звания. Располагается орден после золотой медали «Герой Труда Российской Федерации».

## Описание ордена
Орден «Мать-героиня» изготавливается из золота с бриллиантом и эмалью. Он представляет собой пятилучевую звезду с лучами в виде золотых и родированных штралов.
В центре звезды размещается круглый медальон с изображением Государственного герба Российской Федерации. Медальон покрыт красной эмалью и обрамляется рантом с выпуклой надписью «МАТЬ-ГЕРОИНЯ». На оборотной стороне располагается номер знака ордена. Расстояние между противоположными концами звезды составляет 30 миллиметров.
Знак ордена при помощи ушка и кольца соединяется с металлической позолоченной колодкой, которая представляет собой бант, обтянутый муаровой трёхцветной лентой цветов Государственного флага Российской Федерации. Посередине бант перетянут декоративным кольцом с размещённым в центре бриллиантом. Ширина банта составляет 20 миллиметров, а длина — 30 миллиметров.
На оборотной стороне колодки размещена булавка для прикрепления знака ордена к одежде.

## Денежное поощрение
Указом Президента Российской Федерации от 15 августа 2022 года № 558 «О некоторых вопросах совершенствования государственной наградной системы Российской Федерации» установлено, что при присвоении звания награждённой матери выплачивается единовременное денежное поощрение в размере 1 миллиона рублей. Порядок выплаты денежного поощрения устанавливается Правительством Российской Федерации.

## Награждённые
Первое присвоение звания «Мать-героиня» было произведено Указом Президента Российской Федерации от 14 ноября 2022 года, награду получили жительница Ямало-Ненецкого автономного округа Ольга Дехтяренко и супруга главы Чеченской Республики Рамзана Кадырова Медни Кадырова.